# Mastacembelus congicus
Mastacembelus congicus är en fiskart som beskrevs av Boulenger, 1896. Mastacembelus congicus ingår i släktet Mastacembelus och familjen Mastacembelidae. IUCN kategoriserar arten globalt som livskraftig. Inga underarter finns listade i Catalogue of Life.